# Agrobate à moustaches
Tychaedon quadrivirgata
Espèce
Synonymes
- Erythropygia quadrivirgata

Statut de conservation UICN

 LC  : Préoccupation mineure
L'Agrobate à moustaches (Tychaedon quadrivirgata) est une espèce de petits passereaux de la famille des Muscicapidae.

## Habitat
Son cadre naturel de vie est la forêt et la savane humide tropicales ou subtropicales.    

## Taxonomie
S'appuyant sur diverses études phylogéniques, le Congrès ornithologique international (classification version 4.1, 2014) déplace cette espèce, alors placée dans le genre Erythropygia, dans le genre Cercotrichas.

## Répartition et sous-espèces
Selon la classification de référence du Congrès ornithologique international (15.1, 2025) il se répartit en deux sous-espèces :
- T. quadrivirgata quadrivirgata (Reichenow, 1879) — du bassin de l'Okavango et du Zambèze à travers l'Afrique orientale ;
- T. quadrivirgata greenwayi — (Moreau, 1938) — Mafia et Zanzibar.